# Кочур-Фест
Кочур-Фест — міжнародний фестиваль письменників і перекладачів, що проводиться в Україні з метою зміцнення творчих зв'язків між українськими та іноземними літераторами.

## Про фестиваль
Фестиваль спрямований на популяризацію української літератури за кордоном, обмін досвідом між перекладачами та підтримку молодих українських авторів. Кочур-Фест проходить на честь Григорія Кочура (1908–1994) — видатного українського перекладача, поета, історика та теоретика художнього перекладу. Григорій Кочур володів понад 30 іноземними мовами та переклав українською мовою твори близько 130 авторів світової літератури. Григорій Кочур був учнем Миколи Зерова, соратником Максима Рильського, Миколи Лукаша, а також вчителем перекладача Дмитра Паламарчука. Через звинувачення в українському буржуазному націоналізмі Григорія Кочура було засуджено до 10 років ув'язнення, де він працював на шахтах ГУЛАГу. Після звільнення і реабілітації оселився з дружиною в Ірпені. Його дім став осередком культурного життя та місцем зустрічей дисидентів і творчої інтелігенції, зокрема, Івана Дзюби, Василя Стуса, В'ячеслава Чорновола та Василя Симоненка.
В Ірпені сьогодні працює Літературний музей імені Григорія Кочура, розташований у будинку, де жив і творив видатний перекладач. Музеєм Кочура опікується багаторічна директорка музею Марія Кочур — Заслужена працівниця культури України, невістка Григорія Кочура.

## Історія фестивалю

### I Кочур-Фест 2019
Перший міжнародний фестиваль письменників-перекладачів «Кочур-Фест» відбувся з 10 по 13 жовтня 2019 року в Ірпені, а частина заходів пройшла у Києві. Серед гостей були відомі літератори, зокрема французька письменниця й перекладачка Ніколь Лоран-Катріс, італійська поетеса та засновниця фестивалю «Європа у віршах» Лаура Ґаравалья, а також сербський письменник та перекладач Милутин Джуричкович. Учасники відвідали Літературний музей Григорія Кочура в Ірпені. Про перший фестиваль розповіла центральна газета Сербії «Політика» в статті Милутина Джуричковича від 22 жовтня 2019 року.

### II Кочур-Фест 2020
Другий фестиваль відбувся 3 жовтня 2020 року в Ірпені за підтримки Ірпінської міської ради. Він продовжив традицію знайомства українських і зарубіжних письменників та перекладачів і став черговим кроком у зміцненні літературних зв'язків. На фестивалі було презентовано переклади азербайджанської літератури українською мовою, збірку перекладів українською мовою хітів світової рок-музики «Книга ROCKy» за участю популярних кавер-груп, а також пройшли літературні читання у виконанні народного артиста України Анатолія Матвійчука.

### III Кочур-Фест 2021
З 8 по 10 жовтня 2021 року Ірпені та Києві відбувся III Міжнародний фестиваль письменників-перекладачів «Кочур-Фест», організований видавництвом «Саміт-книга» та Ірпінською міською радою за підтримки Європейської академії наук, мистецтв і літератури й Національної спілки письменників України. У рамках фестивалю в інформагентстві «Укрінформ» обговорили проблеми просування українських книг за кордоном та культурну дипломатію. Туреччина була обрана ключовою країною фестивалю, і до заходу долучилися провідні турецькі письменники Метін Ченгіз та Мелек Езлем Сезер. У залі секретаріату Будинку письменників НСПУ голови національних письменницьких організацій України та Казахстану — Михайло Сидоржевський і Улугбек Есдаулетов — підписали меморандум про співпрацю. Літератори та видавці відвідали Літературний музей Григорія Кочура, взяли участь у круглому столі «Здобутки, проблеми, перспективи» та виступили на центральній площі міста біля вільного мікрофона. Особливою подією стала презентація нового проєкту креативного простору «Читай-місто» в дитячій бібліотеці Ірпеня. Фестиваль завершився врученням нагород від Європейської академії наук, мистецтв і літератури, а також презентацією культурних проєктів для Лондонського книжкового ярмарку.

### IV Кочур-Фест 2023
У 2023 році в Ірпені відбувся IV Міжнародний фестиваль письменників-перекладачів «Кочур-Фест», приурочений до 115-річчя від дня народження Григорія Кочура. Захід зібрав відомих письменників, перекладачів і видавців, серед яких поет, перекладач, академік Європейської академії наук та мистецтв Дмитро Чистяк, головний редактор журналу «Всесвіт» Дмитро Дроздовський, поет і перекладач Олег Жупанський, президент фонду ім. М. Т. Рильського та онук видатного поета Максим Рильський. Фестиваль розпочався з урочистого відкриття в актовій залі Ірпінської міської ради. Учасники фестивалю ознайомилися з місцями героїчної оборони Ірпеня під час російського вторгнення. Під час фестивалю багаторічній директорці Літературного музею Григорія Кочура - Марії Кочур було надано звання Почесної громадянки Ірпеня.

### V Кочур-Фест 2024
16 листопада 2024 року в Ірпені пройшов V Міжнародний фестиваль письменників-перекладачів «Кочур-Фест».
В рамках заходу вручили Державну премію імені Григорія Кочура, перекладачу і підполковнику ЗСУ Володимиру Тимчуку за переклад віршів американської письменниці індійського походження Калпни Сінг-Чітніс, присвячених Україні та її героїчному народу.
Одним із почесних гостей цьогорічного фестивалю був поет та засновник видавництва «А-ба-ба-га-ла-ма-га» Іван Малкович, який презентував нову книгу «Дон Кіхот» українською мовою. Також на «Кочур-Фесті» були представлені кращі книги іноземних авторів, видані українською мовою протягом 2024 року.
На честь п'ятого ювілею фестивалю затверджено новий логотип «Кочур-Фесту», автором якого став ірпінський дизайнер Олексій Приходько.

## Премія фестивалю «Кочур-Фест» імені Григорія Кочура
Премія імені Григорія Кочура від Товариства «ВІДВАЖНИХ»
У 2023 році в рамках фестивалю «Кочур-Фест» СЕО Товариства «ВІДВАЖНИХ» Володимир Карплюк заснував приватну премію за популяризацію здобутків Григорія Кочура. Премія щорічно відзначає перекладачів, які підтримують традицію перекладу творів безпосередньо з мови оригіналу українською.
Першим лауреатом премії за 2022 рік став Дмитро Чистяк — поет, письменник, перекладач і доктор філологічних наук.
У 2024 році приватну премію від Товариства «ВІДВАЖНИХ» отримала Марія Кочур — багаторічна очільниця ірпінського Літературного музею Григорія Кочура. Її нагородили за популяризацію здобутків Григорія Кочура..
Нагорода має на меті заохочувати перекладацьку діяльність і сприяти поширенню української культури на міжнародному рівні.